# Dolné Naštice
Dolné Naštice (ungarisch Alsóneszte – bis 1907 Alsónastic) ist eine Gemeinde im Westen der Slowakei mit 596 Einwohnern (Stand 31. Dezember 2024), die zum Okres Bánovce nad Bebravou, einem Teil des Trenčiansky kraj, gehört.

## Geographie
Die Gemeinde befindet sich im Nordteil des Hügellands Nitrianska pahorkatina an der Bebrava. Das Ortszentrum liegt auf einer Höhe von 205 m n.m. und ist drei Kilometer von Bánovce nad Bebravou entfernt.
Nachbargemeinden sind Bánovce nad Bebravou im Norden, Brezolupy im Osten, Pravotice im Südosten, Rybany im Süden, Pečeňany im Südwesten und Veľké Chlievany im Westen.

## Geschichte

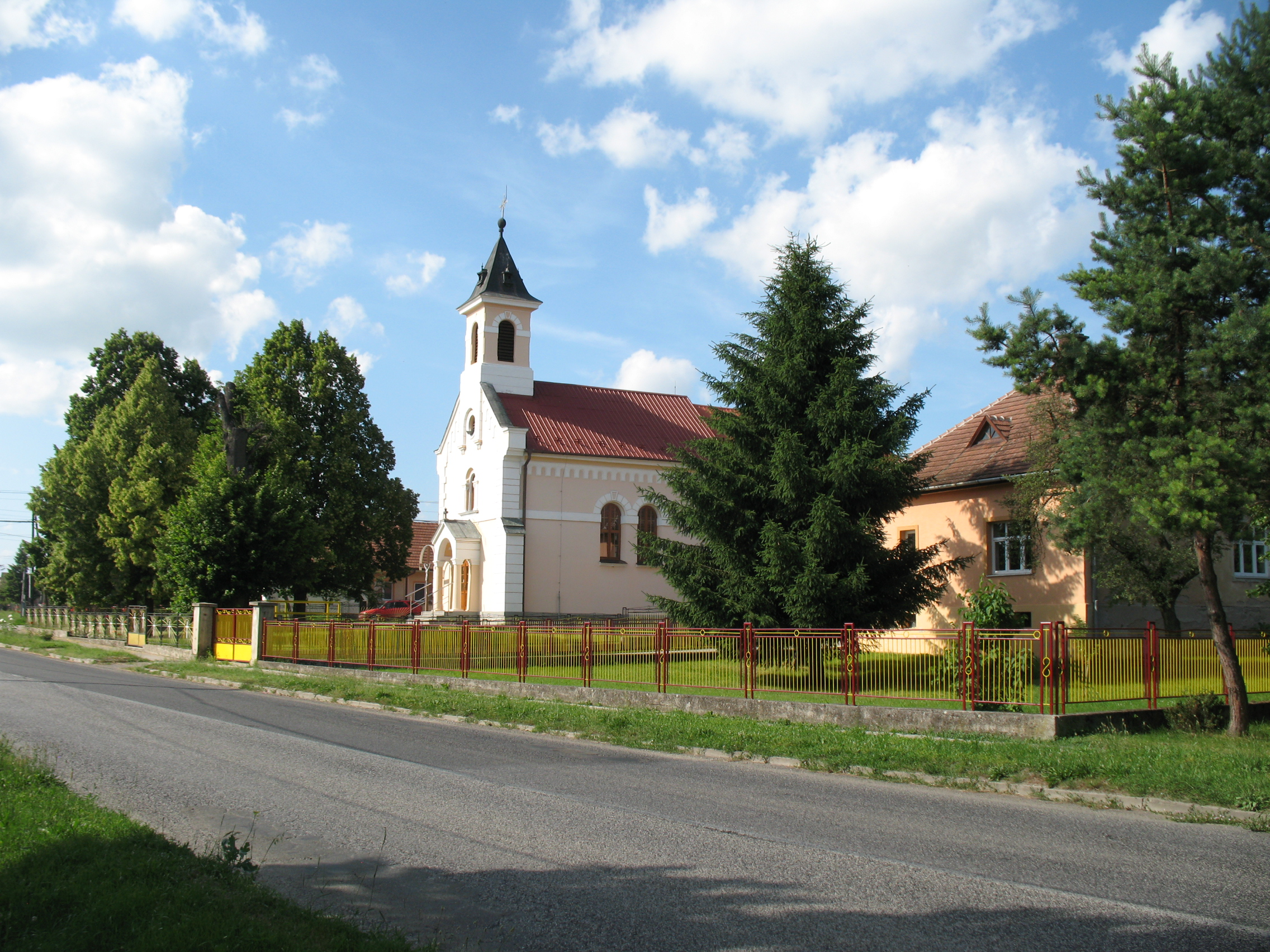
Kirche in Dolné Naštice

Dolné Naštice wurde zum ersten Mal 1295 als Nesthe schriftlich erwähnt und war Bestandteil des Herrschaftsgebiets der Burg Uhrovec, später des Guts des Neutraer Kapitels. 1598 standen eine Mühle und 28 Häuser im Ort, 1874 hatte die Ortschaft 27 Häuser, 27 Familien und 229 Einwohner, 1828 zählte man 30 Häuser und 290 Einwohner, die als Landwirte und Viehhalter beschäftigt waren.
Bis 1918 gehörte der im Komitat Trentschin liegende Ort zum Königreich Ungarn und kam danach zur Tschechoslowakei beziehungsweise heute Slowakei. In der ersten tschechoslowakischen Republik waren die Einwohner als Deputatangestellte und Arbeiter beschäftigt.

## Bevölkerung
| Jahr                | 1994 | 2004    | 2014     | 2024    |
| ------------------- | ---- | ------- | -------- | ------- |
| Anzahl der Personen | 425  | 433     | 556      | 596     |
| Unterschied         |      | +1,88 % | +28,40 % | +7,19 % |

| Jahr                | 2023 | 2024    |
| ------------------- | ---- | ------- |
| Anzahl der Personen | 602  | 596     |
| Unterschied         |      | −0,99 % |

Nach der Volkszählung 2011 wohnten in Dolné Naštice 470 Einwohner, davon 451 Slowaken sowie jeweils ein Pole, Rom und Tscheche. Ein Einwohner gab eine andere Ethnie an und 15 Einwohner machten keine Angabe zur Ethnie.
427 Einwohner bekannten sich zur römisch-katholischen Kirche, sechs Einwohner zur Evangelischen Kirche A. B. und ein Einwohner zur griechisch-katholischen Kirche. 12 Einwohner waren konfessionslos und bei 24 Einwohnern wurde die Konfession nicht ermittelt.

## Bauwerke und Denkmäler
- römisch-katholische Kirche Maria von Lourdes aus der zweiten Hälfte des 19. Jahrhunderts